# Navigation: The OMD B-Sides
Navigation: The OMD B-Sides és el catorzè disc (la quarta recopilació) del grup anglès de pop electrònic Orchestral Manoeuvres in the Dark. Fou publicada al mes de maig de 2001. Inclou una selecció de les cares B dels senzills que OMD publicaren al llarg de la seva carrera.

## Temes

### CDV 2938
1. Almost (3,44) - Cara B d'"Electricity"
2. I betray my friends (3,52) - Cara B de "Red frame/White light"
3. Waiting for the man (2,56) - Cara B de "Messages"
4. Annex (4,31) - Cara B d'"Enola Gay"
5. Sacred heart (3,27) - Cara B de "Souvenir"
6. The romance of the telescope (3,20) - Cara B de "Joan of Arc"
7. Navigation (3,27) - Cara B de "Maid of Orleans"
8. 4-Neu (3,33) - Cara B de "Genetic engineering"
9. 66 and fading (Edit) (2,24) - Cara B de "Telegraph"
10. Her body in my soul (4,42) - Cara B de "Locomotion"
11. The avenue (4,12) - Cara B de "Locomotion"
12. Garden city (4,06) - Cara B de "Tesla girls"
13. Concrete hands (3,48) - Cara B de "So in love"
14. Firegun (4,38) - Cara B de "La femme accident"
15. This town (3,49) - Cara B de "(Forever) live and die"
16. Gravity never failed (3,24) - Cara B de "Dreaming"
17. Burning (4,15) - Cara B de "Sailing on the seven seas"
18. Sugar tax (4,05) - Cara B de "Pandora's box"
19. (The angels keep turning) The wheels of the universe (4,51) - Ofert juntament amb les primeres còpies del disc Junk Culture.